# Adrian Szczepański
Adrian Szczepański (ur. 30 października 1963 w Opolu) – polski piłkarz występujący na pozycji napastnika. Reprezentował barwy takich klubów jak Gwardia Warszawa, Motor Lublin i Lech Poznań. W 1983 roku wraz z reprezentacją Polski do lat 20 wystąpił na młodzieżowych Mistrzostwach Świata. Syn Henryka Szczepańskiego.

## Sukcesy

### Lech Poznań
- Puchar Polski

Zdobywca (1): 1987/88

### Polska U-20
- Mistrzostwa Świata U-20

3. miejsce (1): 1983